# Bermudy na Letnich Igrzyskach Olimpijskich 1952
Bermudy na Letnich Igrzyskach Olimpijskich 1952 reprezentowało 6 zawodników, 4 mężczyzn i 2 kobiety.

## Skład reprezentacji

### Lekkoatletyka
Kobiety
- Thelma Jones
  - Bieg na 100 m - odpadła w pierwszej rundzie eliminacyjnej
  - Skok w dal - 22. miejsce

- Phyllis Lightbourn-Jones
  - Bieg na 100 m - odpadła w pierwszej rundzie eliminacyjnej
  - Skok w dal - 33. miejsce

### Skoki do wody
Mężczyźni
- Frank Gosling
  - Trampolina 3 m - 25. miejsce

- Mickey Johnson
  - Trampolina 3 m - 28. miejsce

### Pływanie
- Robert Cook
  - 100 m stylem dowolnym - 47. miejsce
  - 400 m stylem dowolnym - 50. miejsce
  - 1500 m stylem dowolnym - 34. miejsce

- Walter Bardgett
  - 100 m stylem dowolnym - 56. miejsce
  - 400 m stylem dowolnym - 34. miejsce
  - 1500 m stylem dowolnym - 27. miejsce